# Monster Games
Monster Games is een onafhankelijke ontwikkelaar van computerspellen uit Northfield. Het bedrijf is het meest bekend van hun racespellen.

## Games
| Release | Titel                                | Platform                         |
| ------- | ------------------------------------ | -------------------------------- |
| 1998    | Viper Racing                         | Windows                          |
| 2000    | NASCAR Heat                          | Windows                          |
| 2001    | NASCAR Heat 2002                     | PlayStation 2, Xbox              |
| 2002    | NASCAR: Dirt to Daytona              | GameCube, PlayStation 2          |
| 2004    | Test Drive: Eve of Destruction       | PlayStation 2, Xbox              |
| 2006    | Excite Truck                         | Wii                              |
| 2009    | Excitebots: Trick Racing             | Wii                              |
| 2009    | Excitebike: World Rally              | Wii                              |
| 2011    | PilotWings Resort                    | Nintendo 3DS                     |
| 2013    | Donkey Kong Country Returns 3D       | Nintendo 3DS                     |
| 2014    | Donkey Kong Country: Tropical Freeze | Wii U                            |
| 2015    | Xenoblade Chronicles 3D              | New Nintendo 3DS                 |
| 2016    | NASCAR Heat Evolution                | PlayStation 4, Windows, Xbox One |
| 2017    | NASCAR Heat 2                        | PlayStation 4, Windows, Xbox One |
| 2018    | NASCAR Heat 3                        | PlayStation 4, Windows, Xbox One |
| 2019    | NASCAR Heat 4                        | PlayStation 4, Windows, Xbox One |
| 2020    | Tony Stewart's Sprint Car Racing     | PlayStation 4, Windows, Xbox One |
| 2020    | Tony Stewart's All American Racing   | PlayStation 4, Windows, Xbox One |